# 1988-as kupagyőztesek Európa-kupája-döntő
Az 1988-as kupagyőztesek Európa-kupája-döntőben, a KEK 28. döntőjében a címvédő holland AFC Ajax, és a belga KV Mechelen mérkőzött Strasbourgban. A mérkőzést a Mechelen nyerte 1–0-ra.
A belga csapat részt vehetett az 1988-as UEFA-szuperkupa döntőjében.

## A mérkőzés
| 1988. május 11. 21:15 |

| KV Mechelen  | 1–0   | AFC Ajax |
| ------------ | ----- | -------- |
| den Boer 53' | (0–0) |          |

| Stade de la Meinau, Strasbourg Nézőszám: 39 446 Játékvezető: Dieter Pauly (nyugatnémet) |

| KV MECHELEN: |   |                    |           |     |
|              |   |                    |           |     |
| GK           | 1 | Michel Preud’homme |           |     |
| DF           |   | Wim Hofkens        |           | 73' |
| DF           |   | Lei Clijsters      |           |     |
| DF           |   | Graeme Rutjes      |           |     |
| DF           |   | Geert Deferm       |           |     |
| MF           |   | Koenraad Sanders   | Sárga lap |     |
| MF           |   | Marc Emmers        |           |     |
| MF           |   | Erwin Koeman       |           |     |
| MF           |   | Pascal De Wilde    |           | 60' |
| FW           |   | Piet den Boer      | Sárga lap |     |
| FW           |   | Eli Ohana          |           |     |
| Cserék:      |   |                    |           |     |
| MF           |   | Paul Demesmaeker   |           | 60' |
| MF           |   | Paul Theunis       |           | 73' |
| Vezetőedző:  |   |                    |           |     |
| Aad de Mos   |   |                    |           |     |

| AFC AJAX:   |   |                   |           |     |
|             |   |                   |           |     |
| GK          | 1 | Stanley Menzo     |           |     |
| DF          |   | Danny Blind       | 16′       |     |
| DF          |   | Peter Larsson     |           |     |
| DF          |   | Jan Wouters       | Sárga lap |     |
| DF          |   | Frank Verlaat     |           | 73' |
| MF          |   | Aron Winter       |           |     |
| MF          |   | Arnold Mühren     |           |     |
| MF          |   | Arnold Scholten   |           |     |
| FW          |   | John van ’t Schip |           | 37' |
| FW          |   | John Bosman       |           |     |
| FW          |   | Rob Witschge      |           |     |
| Cserék:     |   |                   |           |     |
| MF          |   | Dennis Bergkamp   |           | 37' |
| FW          |   | Henny Meijer      |           | 73' |
| Vezetőedző: |   |                   |           |     |
| Spitz Kohn  |   |                   |           |     |

| Az 1987–1988-as kupagyőztesek Európa-kupája győztese |
| ---------------------------------------------------- |
| KV Mechelen 1. cím                                   |